# Corgatha poliostrota
Corgatha poliostrota là một loài bướm đêm trong họ Erebidae.